# Sierra de Montgrony
La sierra de Montgrony (en catalán Serra de Montgrony) es un Lugar de Importancia Comunitaria situado en la provincia de Gerona, Comunidad Autónoma de Cataluña, España, es una sierra situada en los municipios de Campellas, Gombrèn, Planolas y San Cristóbal de Tosas (Ripollés), con una elevación máxima de 2056 metros, que corresponden a la cima de Plan de Pujalts. Abarca desde la Berruga (1786 m) hasta la cima de Piedra Picada (2010 m) pasando por el coll Pan (1749 m), la Covil (2002,5 m), el coll de Coma Ermada (1876,4 m), la dicho cima de Plan de Pujalts, coll de la Bona (1889 m), la Emperadora (1962 m) y el coll del Remoló (1871 m).
La Sierra de Montgrony fue protegida en 1992 por el Plan de Espacios de Interés Natural (PEIN) de la Generalidad de Cataluña, mediante el Decreto 328/1992, y fue declarado por primera vez como ZEPA y LIC el 2006, mediante el Acuerdo de Gobierno 112/2006, del 5 de setiembre, que aprobó la red Natura 2000 en Cataluña. Asimismo, mediante el Plan especial se hizo la delimitación definitiva. Este Plan complementa el régimen normativo básico de protección establecido por el PEIN con determinaciones específicas para este Espacio.

## Consorcio de Espacios de Interés Natural del Ripollés
El Consorcio de Espacios de Interés Natural del Ripollés es el ente que gestiona este ENP. El ámbito de actuación del Consorcio abarca 21 356 ha y comprende cuatro espacios de interés natural (PEIN) de la comarca: las cabeceras del Ter y del Freser, las umbrías del Valle del Rigard, la sierra de Montgrony, la Sierra Cavallera y varios bosques de utilidad pública.
El Consorcio se constituyó en marzo de 2004, como entidad pública entre los ayuntamientos de Campdevánol, Gombrèn, Llanars, Ogassa, Planolas, Ripoll, San Cristóbal de Tosas, Vallfogona del Ripollés, el Consejo Comarcal del Ripollés y el Consorcio Ripollés Desarrollo. Su objetivo principal es la preservación y la revalorización del patrimonio del macizo de la Alta Garrocha y la promoción de un desarrollo sostenible.

## Medio físico
La sierra de Montgrony presenta una cierta heterogeneidad litológica estructural que acentúa el carácter abrupto de su relieve, modelado por los procesos geodinámicos externos recientes, da lugar a una gran diversidad paisajista. Se pueden encontrar materiales desde el Ordovícico hasta el Holoceno, en una serie incompleta, pero litológicamente muy variada.
ImpactosEn la sierra de Montgrony hay que tener en cuenta el pastoreo incontrolado de la vaca parda de los Pirineos; si hay sobrepastoreo sin un período suficiente para que la vegetación se recupere, el suelo desnudo pasa a ser visible y se erosiona fácilmente. El sobrepastoreo es también debido a la extensión de plantas invasoras no nativas y de malas hierbas. La sierra de Montgrony es la zona más grande de escalada de Cataluña, y esto afecta a las especies de flora rupícola.
Vulnerabilidad naturalAlgunas áreas pequeñas tienen un cierto riesgo geológico de corrimiento de pendientes localizados y caída de bloques. También hay que mencionar la vulnerabilidad de las comunidades vegetales boreo-alpinas de los niveles más elevados y sombríos de la Sierra.

## Biodiversidad
La sierra de Montgrony tiene una gran diversidad de hábitats y especies de interés comunitario; se aloja una fauna vertebrada alti-montaña y sub-alpina, así como una rica fauna invertebrada. Se caracteriza por el hecho de que tiene una de las poblaciones más meridionales del urogallo (Tetrao urogallus), situada en un ambiente con clara influencia mediterránea

### Vegetación y flora
Están presentes varias comunidades vegetales, adaptadas a los diferentes estratos altitudinales con una notable influencia euro siberiana.
La vegetación de las solanas más bajas de la parte más meridional del torrente de Grats tiene cierta influencia mediterránea, con elementos más termófilos característicos de los robledales con boj (Buxo-Quercetum pubescentis); en los estratos altitudinales superiores, podemos encontrar hayedos (Buxo-Fagetum) y los típicos dominios del pinar de pino rojo (Hylocomio-Pinetum sylvestris), que ascienden de los 1300 hasta 1400 m, donde aparecen ya formaciones de abetal calcícola (Buxo- Abietum albae), comunidad de transición entre los pinares de pino rojo y pino negro (Pulsatilla-Pinetum uncinatae). Los bosques altimontanos tienen diseminados claros de pastos de acentuada influencia antrópica, muchos de los cuales podían haber sido encharcados en el pasado, debido a la presencia de varias turberas bajas alcalinas existentes en lugares similares.

### Fauna
La fauna vertebrada es típicamente pirenaica y presenta una serie de especies importantes como el rebeco (Rupicapra pyrenaica) y elementos importantes de carácter forestal, como el urogallo (Tetrao urogallus), el pito negro (Dryocopus martius) y otros. También está presente el águila real (Aquila chrysaetos). En cuanto a los invertebrados, contiene elementos muy interesantes, como algunos arácnidos cavernícolas y heterópteros